# 蔬果
蔬果泛指蔬菜和水果，亦可以是兩者的統稱，是人類日常生活的必須食品。醫學界建議每天至少要進食5份蔬果，即2份水果、3份蔬菜，但不要飲果汁。最好每天進食7份蔬果。

## 蔬菜和水果的差別

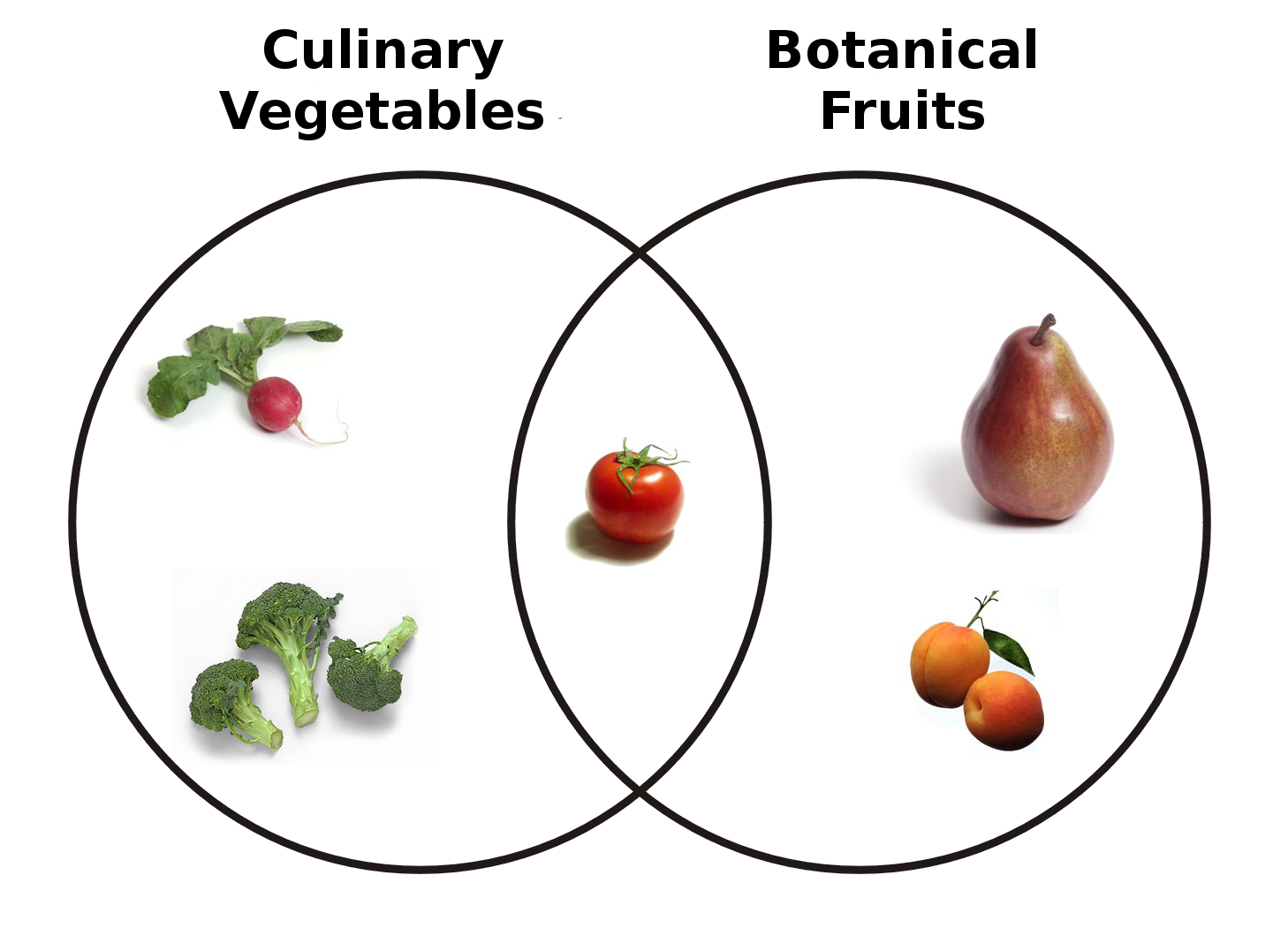
蔬菜和水果的關係可用文氏图表示

蔬菜和水果都屬於植物。水果常指植物的果實，如橙，而蔬菜相對難定義，有些是整棵植物，有些則是其莖、葉及根部，如蘿蔔和屬於菜葉類的香菜等。有一些食物較難定義，不必能完全分類為蔬菜或水果，例如番茄就是其一。